# Notáveis Mulheres Afro-Americanas
Notáveis Mulheres Afro-Americanas é uma série em três volumes de Jessie Carney Smith que traça o perfil de 1.100 mulheres negras americanas . O primeiro volume, com 500 perfis, foi publicado em 1992, o segundo, em 1994 e o terceiro, em 2003, todos pela editora Gale. Smith passou mais de vinte anos pesquisando para este livro.

## Redação e publicação
Jessie Carney Smith era professora da Fisk University e também trabalhava como bibliotecária. Durante vinte anos, ela pesquisou mulheres negras enquanto trabalhava, registrando várias das informações que encontrava. Ela ampliou essas informações em uma lista de 1.000 mulheres e, ao longo de dois anos, construiu o primeiro volume da série, com mais de duzentas pessoas a ajudando. Smith disse mais tarde que acordava entre 4h e 4h30 da manhã todos os dias, e trabalhava até as 6h, antes de sair para o trabalho oficial, onde continuava pesquisando. O primeiro volume de Notáveis Mulheres Afro-Americanas foi concluído em dezembro de 1991 e publicado pela Gale no ano seguinte. O primeiro volume continha quinhentos perfis, 1.334 páginas e pesava seis quilos, mas em fevereiro de 1992 ela já tinha mais trezentos nomes para inclusão no volume dois, que foi programado para publicação em 1997, novamente pela Gale. Ela condensou esse volume em Epic Lives: Cem mulheres negras que fizeram a diferença, que foi publicado pela Visible Ink Press.
O segundo volume foi publicado, na verdade, em 1994. O volume três foi publicado em 2003, elevando o total de mulheres perfiladas para 1.100. Ele incluía um índice dividido geograficamente e por profissão e assunto, cobrindo todos os três volumes.

## Recepção da crítica
Um crítico do primeiro volume considerou os perfis "extensos" e "bem escritos" e concluiu que era "um volume excepcional". Uma revisão do terceiro volume chamou a série de "excelente".